# SpVgg Grün-Weiß Deggendorf
Die SpVgg Grün-Weiß Deggendorf ist ein Sportverein aus der niederbayerischen Kreisstadt Deggendorf in Deutschland.
Der Verein entstand im Frühjahr 2003 aus einer Fusion der SpVgg Deggendorf mit dem SV Grün-Weiß Deggendorf. Er zählt ca. 650 Mitglieder. Die Fußballabteilung hat über 20 Herren-, Frauen- und Juniorenteams im Spielbetrieb und stellt den erfolgreichsten Fußballnachwuchs in Niederbayern (ca. 40 Meistertitel seit Vereinsgründung 2003). 2015 verselbständigte sich die Handballabteilung im neu gegründeten HC Deggendorf.

## Geschichte

### Die Vorgänger
Die SpVgg Deggendorf wurde im Februar 1920 gegründet. In den 1950er und 1960er Jahren gehörte der Verein insgesamt acht Saisonen lang der 1. Amateurliga Bayern an. In den 1970er Jahren und zu Beginn der 1980er Jahre spielte der Verein elf Jahre ununterbrochen in der bayerischen Landesliga Mitte. Nach dem Abstieg 1994 fiel die SpVgg Deggendorf tief: viermal hintereinander stieg man bis in die damalige B-Klasse ab und in den darauf folgenden fünf Spielzeiten viermal wieder auf. Am Ende des 83. Vereinsjahrs stand 2003 die erneute Rückkehr in die Landesliga Mitte.
Der SV Grün-Weiß Deggendorf wurde am 9. November 1968 gegründet. Drei Mal, 1975, 1981 und 1992, gelang der Aufstieg aus der untersten Spielklasse, wo man sich jeweils einige Jahre halten konnte. Ab 1980 verfügte der Verein auch über eine Frauenfußballmannschaft. Überregionale Aufmerksamkeit erlangte der SV Grün-Weiß Deggendorf durch seine vorbildliche Jugendarbeit.
Zu den einzigen Punktspielderbys der beiden Vorgängervereine kam es in der Saison 1997/1998 in der B-Klasse Deggendorf.

### Nach der Fusion
Zum Wohle der sporttreibenden Jugend in der Region nahmen die Vorstände der beiden Vereine die Verhandlungen zur Fusion auf. Nach Zustimmung der Mitglieder der beiden Vereine wurde am 30. April 2003 die SpVgg Grün-Weiß Deggendorf gegründet. Die Stadt Deggendorf übernahm das ehemalige Vereinsgelände des SV Grün-Weiß an der Max-Peinkofer-Straße, und der neue Fusionsverein wurde im Donau-Wald-Stadion an der Trat beheimatet, wo zuvor die SpVgg Deggendorf ihr Vereinsgelände hatte.
Die 1. Fußball-Herrenmannschaft des Vereins pendelte in den ersten Jahren zwischen der Landesliga Mitte und der Bezirksoberliga Niederbayern. Seit 2008 spielte sie ununterbrochen in der Landesliga. Am Ende der Saison 2011/12 gelang der Aufstieg in die Bayernliga, aus der die Mannschaft nach nur einem Jahr wieder absteigen musste. In der Saison 2013/14 wurde der Klassenerhalt erst am letzten Spieltag mit einem 3:0-Auswärtssieg beim ASV Cham sichergestellt. Kurz zuvor erklärte der bei der Mannschaft sehr beliebte Trainer Barbaros Yalçın nach über 10 Jahren als Jugend- und Herrentrainer seinen Abschied zum Saisonende, woraufhin sich fast die komplette Landesligaelf ebenfalls zum Vereinswechsel entschloss.
Mit dem neuen Trainer Darius Fahramand präsentierte sich die neue Mannschaft, junge Spieler aus dem eigenen Nachwuchs und Neuzugänge aus unterklassigen Vereinen, nicht als das erwartete „Kanonenfutter“. Fahramand musste im Winter 2014/2015 aufgrund sportlicher Differenzen mit der Vereinsführung gehen. Unter A-Lizenzinhaber und U17-Trainer Marco Dellnitz musste die Mannschaft trotz mitreißender Relegationsspiele gegen die TuS Pfarrkirchen und den FC Sturm Hauzenberg den Gang in die Bezirksliga antreten. Auch in der Bezirksliga tat sich die Mannschaft schwer, schaffte aber am letzten Spieltag der Saison 2015/2016 den Ligaerhalt.
Die Jugendmannschaften der SpVgg Grün-Weiß Deggendorf sind seit der Fusion in den hohen bayerischen Ligen vertreten. Die C-Jugend spielt seit 2005 ununterbrochen in der U15-Bayernliga, der höchsten bayerischen Spielklasse für U15-Mannschaften. 2009 feierte sie bei ihrer ersten Teilnahme gleich die bayerische Hallenmeisterschaft und ließ die Bundesliga-Nachwuchsmannschaften vom FC Bayern München, dem 1. FC Nürnberg und der SpVgg Greuther Fürth hinter sich. 2010 gewannen sie unter Trainer Barbaros Yalçın im heimischen Donau-Wald-Stadion den bayerischen Bau-Pokal. Den größten Erfolg der Vereinsgeschichte feierte die B-Jugend mit Trainer Marco Dellnitz in der Saison 2014/15: Als krasser Außenseiter gestartet kam die Mannschaft immer besser in Fahrt und feierte am Ende die Meisterschaft in der Landesliga Süd und den Aufstieg in die eingleisige U17-Bayernliga. Der Stamm der Mannschaft rückte in die A-Jugend auf und feierte 2016 die Meisterschaft der U19-Bezirksoberliga Niederbayern und den Aufstieg in die Landesliga Süd. Damit ist die SpVgg Grün-Weiß Deggendorf in der Saison 2016/2017 als eine von nur 3 Nachwuchsabteilungen von Amateurklubs mit A-, B- und C-Junioren auf Landesebene vertreten.
Seit 2010 ist die SpVgg Grün-Weiß Deggendorf (mit einjähriger Unterbrechung) Nachwuchsleistungszentrum des Bayerischen Fußballverbands.
Die Damenmannschaft feierte in der Saison 2012/2013 den größten sportlichen Erfolg seit ihrem Bestehen: Mit 8 Punkten Vorsprung sicherte sie sich die Meisterschaft in der Bezirksoberliga Niederbayern. Das Aufstiegsrecht in die Landesliga Süd überließ man aber Vizemeister FC Ergolding.
Die Handball-Herrenmannschaft arbeitete sich nach einem kompletten Neuanfang bis in die Bezirksoberliga Altbayern hoch und spielte in der Saison 2014/15 in der Bezirksliga Altbayern Ost. Aufgrund vereinsinterner Differenzen entschloss sich 2015 die Handballabteilung zum Austritt und zur Neugründung des HC Deggendorf.

## Ligenzugehörigkeit
| Saison    | 1. Herrenmannschaft           | 1. Damenmannschaft           | A-Junioren                   | B-Junioren                                            | C-Junioren                                           |
| --------- | ----------------------------- | ---------------------------- | ---------------------------- | ----------------------------------------------------- | ---------------------------------------------------- |
| 2024/25   | Landesliga Mitte              | Bezirksoberliga Niederbayern | Landesliga Süd               | Bayernliga                                            | Bayernliga Ost                                       |
| 2023/24   | Landesliga Mitte              | Bezirksoberliga Niederbayern | Landesliga Süd               | Landesliga Süd                                        | Bayernliga Ost (Herbst), Bayernliga Süd (Frühjahr)   |
| 2022/23   | Landesliga Mitte              | Bezirksoberliga Niederbayern | Landesliga Süd               | Landesliga Süd                                        | Bayernliga Ost                                       |
| 2021/22   | Bezirksliga West              | Bezirksoberliga Niederbayern | Bayernliga Süd               | Landesliga Südost (Herbst), Landesliga Ost (Frühjahr) | Bayernliga Mitte (Herbst), Bayernliga Ost (Frühjahr) |
| 2020/21 1 |                               |                              | Landesliga Südost            | Bayernliga Süd                                        | Bayernliga Mitte                                     |
| 2019/21 1 | Bezirksliga Ost               | Landesliga Süd               |                              |                                                       |                                                      |
| 2019/20 1 |                               |                              | Landesliga Süd               | Bayernliga                                            | Bayernliga Süd                                       |
| 2018/19   | Kreisliga Straubing           | Bezirksoberliga Niederbayern | Landesliga Süd               | Bayernliga                                            | Regionalliga Bayern                                  |
| 2017/18   | Kreisliga Straubing           | Bezirksoberliga Niederbayern | Bezirksoberliga Niederbayern | Landesliga Süd                                        | Regionalliga Bayern                                  |
| 2016/17   | Bezirksliga Niederbayern West | Bezirksoberliga Niederbayern | Landesliga Süd               | Bayernliga                                            | Bayernliga Süd                                       |
| 2015/16   | Bezirksliga Niederbayern Ost  | Bezirksoberliga Niederbayern | Bezirksoberliga Niederbayern | Bayernliga                                            | Bayernliga Süd                                       |
| 2014/15   | Landesliga Mitte              | Bezirksoberliga Niederbayern | Bezirksoberliga Niederbayern | Landesliga Süd                                        | Bayernliga Süd                                       |
| 2013/14   | Landesliga Mitte              | Bezirksoberliga Niederbayern | Landesliga Süd               | Landesliga Süd                                        | Bayernliga Süd                                       |
| 2012/13   | Bayernliga Süd                | Bezirksoberliga Niederbayern | Landesliga Süd               | Landesliga Süd                                        | Bayernliga Süd                                       |
| 2011/12   | Landesliga Mitte              | Bezirksoberliga Niederbayern | Bezirksoberliga Niederbayern | Bezirksoberliga Niederbayern                          | Bayernliga Süd                                       |
| 2010/11   | Landesliga Mitte              | Bezirksoberliga Niederbayern | Landesliga Süd               | Bezirksoberliga Niederbayern                          | Bayernliga Süd                                       |
| 2009/10   | Landesliga Mitte              | Bezirksoberliga Niederbayern | Landesliga Süd               | Landesliga Süd                                        | Bayernliga Süd                                       |
| 2008/09   | Landesliga Mitte              | Bezirksliga Niederbayern     | Landesliga Süd               | Landesliga Süd                                        | Bayernliga Süd                                       |
| 2007/08   | Bezirksoberliga Niederbayern  | Bezirksliga Niederbayern     | Bezirksoberliga Niederbayern | Bezirksoberliga Niederbayern                          | Bayernliga Süd                                       |
| 2006/07   | Bezirksoberliga Niederbayern  | Bezirksoberliga Niederbayern | Bezirksoberliga Niederbayern | Bezirksoberliga Niederbayern                          | Bayernliga Süd                                       |
| 2005/06   | Landesliga Mitte              | Bezirksoberliga Niederbayern | Bezirksoberliga Niederbayern | Bezirksoberliga Niederbayern                          | Bayernliga Süd                                       |
| 2004/05   | Bezirksoberliga Niederbayern  | Bezirksoberliga Niederbayern | Bezirksoberliga Niederbayern | Bezirksoberliga Niederbayern                          | Bezirksoberliga Niederbayern                         |
| 2003/04   | Landesliga Mitte              | Bezirksoberliga Niederbayern | Bezirksoberliga Niederbayern | Bezirksoberliga Niederbayern                          | Bezirksoberliga Niederbayern                         |

fett = Meisterschaften bzw. Aufstiege

## Bekannte aktive und ehemalige Spieler/-innen
auch aus den Vorgängervereinen SpVgg Deggendorf und SV Grün-Weiß Deggendorf
- Franziska Kett, aktive Profi-Fußballerin beim FC Bayern München (U15, U17 und U19-Nationalspielerin)
- Henri Skiba, französischer Nationalspieler und Trainer
- Peter Falter, 19 Bundesligaspiele für TSV 1860 München und Bayer 05 Uerdingen[6]
- Anton Nachreiner, 30 Bundesligaspiele für TSV 1860 München[7], aktuell Vorsitzender des DFB-Kontrollausschusses[8]
- Jürgen Falter, 9 Zweitligaspiele für 1. FC Nürnberg[9]
- Thomas Pledl, bisher 7 Bundesligaspiele für SpVgg Greuther Fürth, aktuell FC Ingolstadt 04[10]
- Robin Yalçın, 3 Bundesligaspiele beim VfB Stuttgart, aktuell Çaykur Rizespor/Türkische Süper Lig[11]
- Patrick Wiegers, 9 Zweitligaspiele für SSV Jahn Regensburg, aktuell Dynamo Dresden[12]
- Marco Holz, 54 Drittligaspiele für FC Energie Cottbus, aktuell 1. FC Saarbrücken[13]
- Daniel Steininger, Drittligaspieler beim SSV Jahn Regensburg, aktuell SpVgg Greuther Fürth[14]